# Negnjil
Negnjil (zlatna kiša, negnjila, zanovijet, lat. Laburnum), biljni rod listopadnog, korisnog, ljekovitog grmlja ili drveća iz porodice mahunarki.  Od dvije vrste koje su priznate u ovom rodu u Hrvatskoj rastu obični zanovijet ili negnjil i planinski zanovijet. Postoji još jedna vrsta koja je hibridna.
Velebitski zanovjet (Fukarek, 1981) ili Alšingerova zanovijet podvrsta je običnog zanovijeta, a latinski mu je naziv Laburnum anagyroides subsp. anagyroides (sin. Laburnum anagyroides subsp. alschingeri).
Obični zanovijet naraste do 7 metara visine, ima tvrdo drvo, tako da se koristi u izradi glazbenih instrumenata. Cijela biljka je otrovna jer sadrži alkaloid citizin koji izaziva znojenje, vrtoglavicu, usporen puls i povraćanje.
Latinsko ime roda naziv je za ovu biljku poznatu još kod Plinija.
- Laburnum × watereri
- Laburnum anagyroides
- Laburnum alpinum
- Laburnum alpinum

## Vrste
- Laburnum alpinum (Mill.) Bercht. ex J. Presl
- Laburnum anagyroides Medik.
- Laburnum × watereri (A.C. Rosenthal & Bermann) Dippel